# 트로미오와 줄리엣
《트로미오와 줄리엣》(영어: Tromeo and Juliet)은 1996년 제작된 미국의 로맨틱 코미디 영화이다. 로이드 코프먼이 감독과 공동각본을 맡았으며, 윌리엄 셰익스피어의 희극 《로미오와 줄리엣》이 영화의 원작이다.

## 출연

### 주연
- 제인 젠슨
- 윌 키넌

### 조연
- 발렌타인 미엘
- 스티븐 블랙하트
- 맥시밀리언 샤운
- 숀 건
- 데비 로천

## 기타
- 원작자: 윌리엄 셰익스피어
- 라인프로듀서: 프래니 볼드윈
- 협력프로듀서: 앤드류 웨이너